# Fire Wind
Albums de Electric Sun
Earthquake
(1979) Beyond the Astral Skies
(1985)
Fire Wind est le deuxième album studio du groupe de rock allemand, Electric Sun. Il est sorti en 1981 sur le label Brain (EMI/Sonopresse en France) et a été produit par Uli Jon Roth.

## Historique
L'album fut enregistré sur une période allant de mars à septembre 1980. L'essentiel des titres a été enregistré aux Studios Olympic à Londres. Quelques re-recording furent effectués dans deux studios différents de Hambourg où l'album fut aussi mixé.
La pochette est, comme sur l'album précédent, l'œuvre de la compagne de Roth, Monika Dannemann.
Cet album est dédié au dirigeant égyptien Anwar El-Sadat assassiné en 1981.

## Liste des titres
Toutes les chansons sont écrites et composées par Uli Jon Roth.
| 1. | Cast Away Your Chains     | 4:12 |
| 2. | Indian Dawn               | 5:14 |
| 3. | I'll Be Loving You Always | 4:57 |
| 4. | Fire Wind                 | 5:00 |
| 5. | Prelude in Space Minor    | 1:20 |

| 1.   | Just Another Rainbow          | 3:52  |
| 2.   | Children of the Sea           | 3:22  |
| 3.   | Chaplin and I                 | 5:45  |
| 4.   | Enola Gay (Hiroshima Today ?) | 10:42 |
| 4.1. | Enola Gay                     |       |
| 4.2. | Tune of Japan                 |       |
| 4.3. | Attack                        |       |
| 4.4. | Lament                        |       |

## Musiciens
- Uli Jon Roth: guitares, chant
- Sidhatta Gautama: batterie, percussions
- Ule Ritgen: basse